# Cloroetano
Il cloroetano (o monocloroetano), comunemente noto con il nome tradizionale cloruro di etile, è un composto chimico con formula C2H5Cl ampiamente usato in passato nella produzione di piombo tetraetile, un additivo della benzina. Si presenta come un gas (o liquido se refrigerato) incolore e infiammabile con un leggero odore dolce. Viene anche utilizzato in campo dentistico come anestetico locale.

## Produzione
Il cloroetano viene ottenuto per reazione tra etilene e cloruro di idrogeno in presenza del catalizzatore cloruro di alluminio ad una temperatura tra 130 °C e 250 °C:
C2H4 + HCl → C2H5Cl
Una via di produzione ormai abbandonata essendo meno economica è:
- reazione tra etano e gas cloro.

La reazione tra etanolo e acido cloridrico è estremamente lenta, con rese non soddisfacenti, per cui non rappresenta una strategia di sintesi adeguata. 
Si opta quindi alla reazione tra etanolo e cloruro di tionile in presenza di piridina.
Oltre alla formazione del cloroetano di interesse, si ottengono altri due sottoprodotti facilmente isolabili dall'ambiente di reazione.
Una parte del cloroetano si ottiene come sottoprodotto nella produzione del cloruro di polivinile (PVC).

## Uso stupefacente
La sostanza viene usata come sostanza stupefacente mediante inalazione; gli effetti sono molto simili a quelli dei già noti poppers.